# Осредек-при-Подсреді
Осредек-при-Подсреді (словен. Osredek pri Podsredi) — поселення в общині Козє, Савинський регіон, Словенія. Висота над рівнем моря: 470,2 м. 